# Liste der Einträge im National Register of Historic Places im Hidalgo County (Texas)
Die Liste der Registered Historic Places im Hidalgo County führt alle Bauwerke und historischen Stätten im texanischen Hidalgo County auf, die in das National Register of Historic Places aufgenommen wurden.

## Aktuelle Einträge
| Lfd. Nr. | Name im NRHP                                         | Bild | Datum der Eintragung | Adresse/Lage                                                    | Ort      | NRHP-ID  | Beschreibung |
| -------- | ---------------------------------------------------- | ---- | -------------------- | --------------------------------------------------------------- | -------- | -------- | ------------ |
| 1        | Border Theater                                       |      | 28. Aug. 1998        | 905 North Conway Blvd.                                          | Mission  | 98001124 |              |
| 2        | Casa de Palmas                                       |      | 18. Apr. 2003        | 101 N. Main St.                                                 | McAllen  | 03000276 |              |
| 3        | Cine El Rey                                          |      | 26. Apr. 2002        | 311 S. 17th St.                                                 | McAllen  | 02000402 |              |
| 4        | Cortez Hotel                                         |      | 23. Dez. 2004        | 260 S. Texas Ave.                                               | Weslaco  | 04001397 |              |
| 5        | El Sal Del Rey Archeological District                |      | 27. Aug. 1979        | Address Restricted                                              | Linn     | 79002977 |              |
| 6        | John Shary Building                                  |      | 30. Aug. 2002        | 900 Doherty                                                     | Mission  | 02000907 |              |
| 7        | La Lomita Historic District                          |      | 28. Mai 1975         | 5 mi. S of Mission on FM 1016                                   | Mission  | 75002165 |              |
| 8        | Lomita Boulevard Commercial Historic District        |      | 18. Sep. 1998        | 400 to 700 Blocks S. Conway Blvd.                               | Mission  | 98001184 |              |
| 9        | Louisiana-Rio Grande Canal Company Irrigation System |      | 8. Nov. 1995         | S. 2nd St. at River Levee                                       | Hidalgo  | 95001284 |              |
| 10       | M and J Nelson Building                              |      | 1. Okt. 2008         | 300-308 S. 14th St.                                             | McAllen  | 08000962 |              |
| 11       | McAllen Ranch                                        |      | 18. Apr. 2007        | FM 1017, 13 mi. W of TX 281                                     | Linn     | 07000337 |              |
| 12       | Mission Canal Company Second Lift Pumphouse          |      | 30. Aug. 2002        | 6th St. and Canal                                               | Mission  | 02000910 |              |
| 13       | Mission Citrus Growers Union Packing Shed            |      | 30. Aug. 2002        | 824 W. Business TX 83                                           | Mission  | 02000911 |              |
| 14       | Oblate Park Historic district                        |      | 22. Dez. 2005        | Roughly bounded by Doherty, Keralum, W. 16th St. and W 10th St. | Mission  | 05001459 |              |
| 15       | Old Hidalgo Courthouse and Buildings                 |      | 1. Feb. 1980         | Flora and 1st Sts.                                              | Hidalgo  | 80004136 |              |
| 16       | Old Hidalgo School                                   |      | 24. Okt. 1979        | Flora and 4th Sts.                                              | Hidalgo  | 79002976 |              |
| 17       | Rancho Toluca                                        |      | 21. Juli 1983        | FM 1015                                                         | Progreso | 83004513 |              |
| 18       | Roosevelt School Auditorium and Classroom Addition   |      | 30. Aug. 2002        | 407 E. 3rd St.                                                  | Mission  | 02000909 |              |
| 19       | Sam and Marjorie Miller House                        |      | 9. Juli 1997         | 707 N. 15th St.                                                 | McAllen  | 97000780 |              |
| 20       | Teatro La Paz                                        |      | 30. Aug. 2002        | 514,516,518 Doherty                                             | Mission  | 02000908 |              |